# Helena Čapková (japanoložka)
Helena Čapková (* 1981) je česká japanoložka, historička umění, vysokoškolská učitelka, spisovatelka a editorka, dlouhodobě žijící v Japonsku.
Její specializací jsou mezioborová studia výtvarného umění, dějiny japonského umění, moderna, dějiny architektury a umění designu. Jako odborný poradce se podílela na pořadu Šumné stopy  a externě působila na stanici Českého rozhlasu Vltava.

## Studia
Vysokoškolská studia zahajila v roce 1999 na Univerzitě Karlově v Praze, které obhajila magisterskou prací v 2008 pod názvem : Nippon Re-discovered; The Image of Japan in Central European Modernism 1920-1940.

## Publikace
- 2014 Bedřich Feuerstein : cesta do nejvýtvarnější země světa, Praha : KANT : Aula, ISBN 978-80-7437-176-9, ISBN 978-80-86751-22-1
- 2019 Antonín Raymond v Japonsku 1948-1976 : vzpomínky přátel, editorky: Helena Čapková a Kóiči Kitazawa, Praha : Aula, 237 stran, ISBN 978-80-86751-41-2
- 2019 Antonín Raymond v Japonsku 1948-1976 / vzpomínky přátel, spoluautor Kóiči Kitazawa, Praha : Aula, ISBN 978-80-86751-41-2
- 2021 Bedřich Feuerstein, architekt. Praha – Paříž – Tokio, Praha : Národní technické muzeum, ISBN 978-80-7037-336-1

### Editorka
- ČAPKOVÁ, Helena. Kotěra a Asie. In: ZIKMUND-LENDER, Ladislav; ČAPKOVÁ, Helena. Mýtus architekta: Jan Kotěra 150. Praha: AVU – UMPRUM – FAVU – Nakladatelství Pravý úhel, 2021. ISBN 978-80-88308-41-6.[6]

### Články
- Marginální fenomén, nebo oběť orientalistického klišé? K vzájemným stykům japonských a evropských meziválečných avantgard :Čapková, Helena, Umění : časopis Ústavu dějin umění Akademie věd České republiky Praha : Ústav dějin umění AV ČR, 2017 0049-5123 Roč. 65, č. 2 (2017), s. 123-139
- Vojnina - záhada několika dopisů, korespondence malíře Vojtěcha Chytila s architektem Bedřichem Feuersteinem, HČ, Umění : časopis Ústavu dějin umění Akademie věd České republiky Praha : Ústav dějin umění AV ČR, 2010 0049-5123. Roč. 58, č. 1 (2010,) s. 63-72

### Externí reference
- Seznam děl v Souborném katalogu ČR, jejichž autorem nebo tématem je Helena Čapková (japanoložka)
- Helena Čapková na stánkách College of Global Liberal Arts, Ritsumeikan University, Kjóto, Japonsko
- Helena Čapková na stránkách bauhaus-imaginista.org